# سان كوجات ساسجارايجاس
بلدية سانت كوغات ساسغاريغيس (بالكاتالانية: Sant Cugat Sesgarrigues) هي إحدى بلديات مقاطعة برشلونة، والتي تقع في منطقة كاتالونيا، شرق إسبانيا.
يبلغ عدد سكانها 927 نسمة وفقاً لإحصائية سنة (2007).